# Harris Peak, Västantarktis
Harris Peak är en bergstopp i Antarktis. Den ligger i Västantarktis. Argentina, Chile och Storbritannien gör anspråk på området. Toppen på Harris Peak är 1 005 meter över havet, eller 317 meter över den omgivande terrängen. Bredden vid basen är 5,3 km.
Terrängen runt Harris Peak är kuperad åt nordväst, men åt sydost är den bergig. Havet är nära Harris Peak åt nordost.  Trakten är obefolkad. Det finns inga samhällen i närheten. 